# Mario Bianchi Bandinelli
Mario Bianchi Bandinelli (Castelnuovo Berardenga, 3 ottobre 1848 – Siena, 5 febbraio 1930) è stato un politico italiano.

## Biografia
Patrizio senese della famiglia Bianchi Bandinelli Paparoni, fu ricco possidente e proprietario terriero delle Masse di Siena, comune rurale di cui fu anche sindaco. Eletto consigliere comunale e consigliere provinciale a Siena, fu sindaco della città dal 1906 – subentrando a Carlo Ponticelli – fino al 1914, ed ebbe poi l'incarico di presidente della Deputazione provinciale di Siena dal 1914 al 1920.
Fu membro della deputazione del Monte dei Paschi di Siena e ne divenne presidente nel 1921. Tra i numerosi incarichi che ricoprì si ricordano quello di presidente del Teatro dei Rinnovati, presidente del Circolo degli Uniti e rettore della Società di esecutori di pie disposizioni.
Dalla sua unione con la nobildonna tedesca Margherita Ottilie von Korn (1878–1905) nacque Ranuccio Bianchi Bandinelli.